# Megumi Takase
Megumi Takase (jap. 高瀬 愛実, Takase Megumi; * 10. November 1990 in der Präfektur Hokkaidō) ist eine japanische Fußballspielerin.

## Vereinskarriere
Takase spielt seit 2009 beim INAC Kōbe Leonessa in der höchsten japanischen Liga.

## Nationalmannschaft
Takase absolvierte ihr erstes Länderspiel für die japanische Nationalmannschaft am 15. Januar 2010 gegen Dänemark. Ihr erstes Tor für Japan erzielte sie am 21. Januar 2010 gegen Kolumbien. Takase absolvierte eines von sechs Spielen für Japan bei der 6. Frauenweltmeisterschaft 2011 in Deutschland.
Takase gehörte auch zum japanischen Kader für die Olympischen Spiele in London. Sie stand aber nur beim 0:0 gegen Südafrika in der Vorrunde in der Startformation. Zudem wurde sie im Spiel gegen Brasilien eine Minute vor Schluss eingewechselt.

## Erfolge
- Weltmeisterin bei der Frauen-WM 2011 in Deutschland
- Silbermedaille bei den Olympischen Spielen 2012